# Carry-le-Rouet
 Carry-le-Rouet  es una comuna y población de Francia, en la región de Provenza-Alpes-Costa Azul, departamento de Bocas del Ródano, en el distrito de Istres y cantón de Châteauneuf-Côte-Bleue.
Está integrada en la Communauté urbaine Marseille Provence Métropole.

## Demografía
| 1739 | 2353 | 3304 | 4570 | 5224 | 6009 |
| Para los censos de 1962 a 1999 la población legal corresponde a la población sin duplicidades (Fuente: INSEE [Consultar]) |      |      |      |      |      |

## Personalidades
La cantante y pianista Nina Simone residió en esta localidad desde 1991 hasta su fallecimiento en 2003.